# Introduction to Mayhem
Introduction to Mayhem è il secondo album in studio del gruppo musicale statunitense Primer 55, pubblicato il 25 gennaio 2000.
Si tratta di una riedizione dell'extended play del 1999 As Seen on TV. Molte tracce della pubblicazione originale furono ampiamente rivedute e corrette, con l'aggiunta di strumentazioni hip hop, e nella lista tracce dell'album furono inserite anche tracce bonus inedite, mentre altre furono rimosse.
Introduction to Mayhem fu la prima pubblicazione del gruppo per conto di una grande etichetta discografica. Jared Gomes, cantante degli Hed P.E., apparve in una traccia inedita con parti vocali rap. Chris Kilmore, disc jockey degli Incubus, collaborò con alcuni scratch a quattro tracce, compreso il singolo Loose.
L'EP originale As Seen on TV fu ripubblicato nel 2012, col titolo The Big Fuck You.

## Stile musicale e testi
Bobby Burns dichiarò che gli argomenti dei testi traevano ispirazione dalla vita di strada a Memphis, paese d'origine del gruppo, poi emigrato a Louisville. Il chitarrista sostenne all'epoca: "Non so se qualcuno conosce la periferia di Memphis, ma io credo di sentirmi meglio passeggiando di notte a New York. Memphis è a sud, è dominata dal razzismo e dalla diffidenza reciproca. Io sono cresciuto diversamente. A Memphis ci sono molti attaccabrighe, molti di loro sono autotrasportatori e studenti problematici. Nella mia città di origine ci sono assalti in auto e sparatorie di massa ogni giorno, e tutte queste vicende hanno ispirato la scrittura dei testi di Introduction to Mayhem."
"Loose" fu il primo brano scritto dai Primer 55, subito dopo la loro formazione nel 1997. A proposito dell'EP "The Big Fuck You", Burns dichiarò  che era dedicato a "persone bigotte."

## Accoglienza
Il sito Blabbermouth.net considerò Introduction to Mayhem "una versione più aggressiva ed esplicita dei Limp Bizkit delle origini." Steve Huey di AllMusic paragonò gli autori a colleghi come Korn, Helmet, Everlast e Insane Clown Posse, notando l'unione di sonorità  hard rock e hip hop con "pulsioni violente teatraleggianti", e sostenne anche che "La loro parte rap non è necessariamente autentica -- più che una prova di vita vissuta, sembra una posa messa in atto per fare effetto -- ma la loro musica è ugualmente pungente, in grado di soddisfare molti estimatori di alternative metal e rap metal."
Christopher J. Kelter di Rough Edge scrisse che "i Primer 55 potrebbero essere facilmente inseriti nell'affollata e divertente scena rap metal, ma conferirgli un'etichetta simile sa di ingiustizia – semmai sono un gruppo hardcore punk che fa anche hip hop". A proposito dei testi, l'autore disse che l'album era "un ritratto sarcastico di un campo di battaglia urbano, a cui gli interpreti sono un po' familiari."
Nel giorno del ventesimo anniversario dell'album nel 2020, il sito spagnolo Rocknvox ha dichiarato che "i Primer 55 hanno acquisito notorietà con sonorità rap metal credibili, come dimostrato dal singolo 'Loose', l'alternanza vocale di Bobby Burns e J-Sin work funziona come poche altre, e la stessa copertina dimostra le loro possibilità musicali".

## Tracce
1. Loose – 3:04
2. Something Wicked This Way Comes – 0:07
3. Supa Freak Love – 3:46
4. G's – 3:37
5. Chaos – 0:29
6. Pigs – 3:26
7. Stain – 3:38
8. Revolution – 1:11
9. Set It Off (feat. Jared Gomes from Hed P.E.) – 3:11
10. Hey Bubba – 0:07
11. Introduction to Mayhem – 3:36
12. Dose – 5:14
13. The Big Fuck You – 4:18
14. Violence (feat. Mark Harrington) – 3:15
15. Hate – 4:21
16. Funhouse – 0:21
17. Tripinthehead – 4:49

## Formazione
Gruppo
- Jr. – basso
- Josh McLane – batteria
- Bobby Burns – chitarra
- J-Sin – voce

Altri musicisti
- Jared Gomes - voce
- Chris Kilmore - giradischi

Produzione
- Tom Salta - ingegneria, mixaggio, programmazione
- Eddie Wohl - ingegneria, mixaggio, programmazione
- George Marino - mastering
- Rick Patrick - direzione artistica
- Steve Sticker - fotografia
- Peter Weinheimer - fotografia